# اللحية الزرقاء
اللحية الزرقاء أو ذو اللحية الزرقاء أو الشَّهْرَيَار (بالفرنسية: La Barbe bleue)‏، هي حكاية خرافية للكاتب الفرنسي شارل بيرو، نشرت لأول مرة عام 1697. وتحكي قصة قاتل متسلسل قتل زوجاته وأخفى جثثهن في غرفة مغلقة، بعد أن منعهن من فتح باب غرفة معينة في غيابه، لكنهن لم ينفذن أوامره ودفعهن فضولهن لفتحه.

## الرواية
هي عن رجل ليس من طبقة النبلاء لكنه غني جدا، وكانت لحيته الزرقاء تجعله يبدو بشعا للغاية. سبق له أن تزوج ست مرات، لكن لا أحد يعلم مصير زوجاته السابقات. يوما ما أراد ذو اللحية الزرقاء الزواج من امرأة جديدة، بذلك يتزوج السابعة، فتقدم لطلب يد العديد من فتيات جيرانه، لكنهن رفضنه إلا واحدة منهن وافقت أخيرا على الارتباط به طمعا في ثروته، كان اسمها صوفي.
بعد مضي شهر واحد من زواجهما، قرر ذو اللحية الزرقاء السفر. وقبل سفره ترك لزوجته مجموعة من مفاتيح أبواب قصره، إلا أنه حذرها من الدخول إلى إحدى الغرف الصغرى مهما كان الأمر. لكن هذه الزوجة الفضولية قررت الدخول إلى تلك الغرفة، لتكتشف هناك وجود جثث كل زوجاته السابقات وهي معلقة على الحائط. أصيبت حينئذ برعب شديد جعلها تسقط من يدها مفتاح تلك الغرفة فتلطخ بالدماء. حاولت جاهدة مسح الدماء عن ذلك المفتاح إلا أنها لم تستطع لأنه كان مسحورا.
وعند عودة ذي اللحية الزرقاء فجأة من سفره، اكتشف ما أقدمت عليه زوجته، فاستشاط غضبا وقرر معاقبتها وذلك بذبحها على غرار ما فعل مع زوجاته السابقات. وفي ذلك الحين كانت زوجة ذو اللحية الزرقاء تنتظر قدوم إخوتها إلى القصر لزيارتها. وفي محاولة منها مماطلته، توسلت إليه ليدعها بعض الوقت من أجل الدعاء والصلاة، فمنحها مهلة ربع ساعة لفعل ذلك. وحينئذ ذهبت «آن» أختها التي كانت معها في القصر إلى أعلى قلعة القصر لعلها تتمكن من رؤية قدوم إخوتهما. وفي كل مرة كانت تسأل الزوجة المسكينة أختها «آن» بلهفة إن كانت ترى إخوتهما وهم قادمون في الطريق إلى القصر. فكانت تجيبها أنها لا ترى شيئا يلوح في الأفق إلا الشمس المرتفعة والعشب الأخضر الذي يزداد وهجا. عندما أتى زوجها ذو اللحية الزرقاء وهم بذبحها ماسكا إياها من شعرها، ظهر إخوتها فجأة فضربوه بالسيف وسقط مقتولا.
وبذلك ورثت تلك الزوجة كل ثروات ذو اللحية الزرقاء. فساعدت أختها على الزواج، كما ساعدت إخوتها للتدرج في مراتب عليا في الميدان العسكري. ثم بعد ذلك تزوجت من رجل شريف جعلها تعيش اخيرا حياة سعيدة.

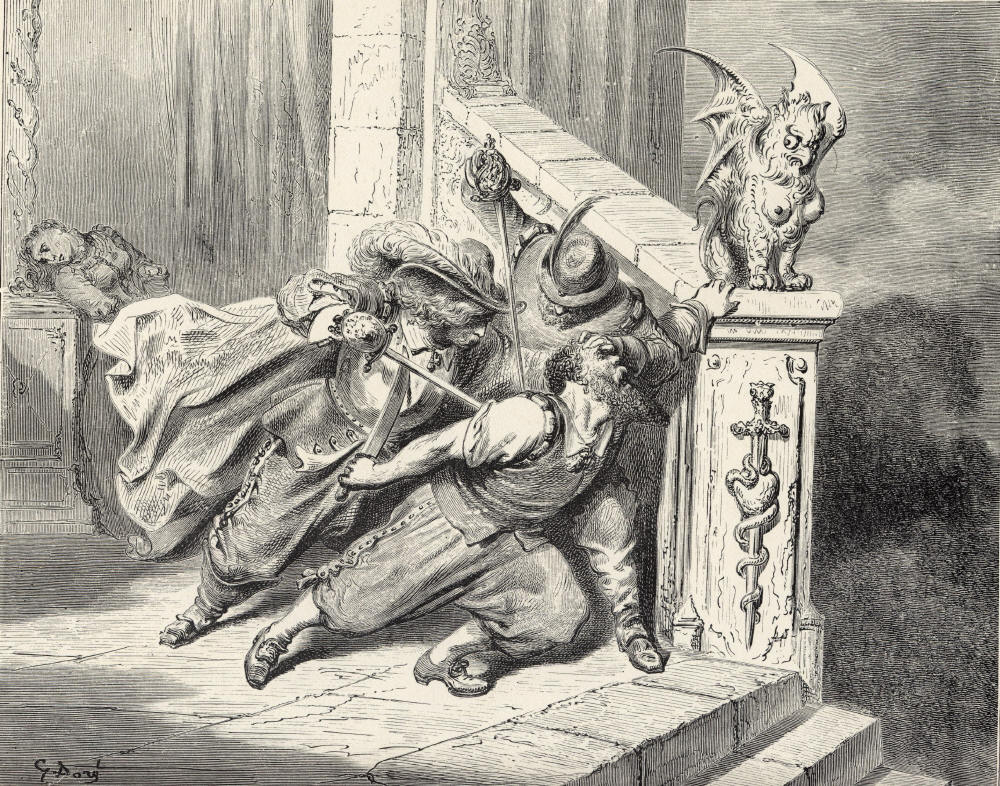